# Blepharita hariana
Blepharita hariana är en fjärilsart som beskrevs av Rudolf Pinker 1968 [1969. Blepharita hariana ingår i släktet Blepharita och familjen nattflyn. Inga underarter finns listade i Catalogue of Life.